# Cololejeunea minutissima
Cololejeunea minutissima là một loài Rêu trong họ Lejeuneaceae. Loài này được (Sm.) Schiffner mô tả khoa học đầu tiên năm 1893.